# 平壤農業大學
平壤農業大學(韓語：평양농업대학)是位於朝鮮平壤市的一所大學。1981年由原金日成综合大学的农业系分离出来独自建校。

## 历史
成立於1981年，以農業研究為主，平壤農業大學曾於2004年派代表團至中國作交流訪問。